# Yatomi
Yatomi (Japans: 弥富市, Yatomi-shi) is een havenstad in de Japanse prefectuur Aichi. De oppervlakte van deze stad is 48,92 km² en begin 2010 had de stad ruim 43.000 inwoners. De Kiso rivier stroomt van noordwest naar west door de stad.

## Geschiedenis
In 1959 werd het gebied van het huidige Yatomi getroffen door een zware "Ise baai tyfoon" getroffen.
Yatomi werd op 1 april 2006 een stad (shi) na samenvoeging van de gelijknamige gemeente met het dorp Jushiyama (十四山村, Jūshiyama).

## Verkeer
Yatomi ligt aan de Kansai-hoofdlijn van de Central Japan Railway Company en aan de Nagoya-lijn van Kintetsu en aan de Bisai-lijn van Meitetsu (Nagoya Spoorwegmaatschappij).
Yatomi ligt aan de Higashi-Meihan-autosnelweg, de Isewangan-autosnelweg, de nationale autowegen 1, 23 en 155 en aan de prefecturale wegen 103, 104, 105, 106, 108, 109 en 462.

## Bezienswaardigheden
- Woonhuis van dichter Hittori Tanpu
- Yatomi vogelpark

## Geboren in Yatomi
- Hittori Tanpu (服部 担風, Hittori Tanpū), dichter
- Onishiki Daigoro (大錦 大五郎, Ōnishiki Daigorō), sumoworstelaar
- Kaku Yamanaka (山中 かく, Yamanaka Kaku), zou bij haar overlijden op 5 april 2008 113 jaar en 116 dagen oud zijn geweest.
- Takako Iida (飯田 高子, Iida Takako), volleybalspeler; speelde omdermeer in het winnend Olympische team in 1976

## Aangrenzende steden
- Aisai
- Kuwana